# Chaima Aouisse
Chamaa Fouzia Aouisse (ur. 18 czerwca 1997) – algierska zapaśniczka walcząca w stylu wolnym. Olimpijka z Paryża 2024, gdzie zajęła trzynaste miejsce w kategorii do 57 kg. 
Złota medalistka mistrzostw Afryki w 2025 i srebrna w 2024, czwarta w 2018. Triumfatorka mistrzostw arabskich w 2024. Czwarta na igrzyskach śródziemnomorskich w 2018. Wicemistrzyni mistrzostw śródziemnomorskich w 2018 roku.